# DHX16
Fator putativo de pré-RNAm helicase de RNA dependente de ATP DHX16 é uma enzima que em humanos é codificada pelo gene DHX16. Este gene codifica uma proteína caixa DEAD, que é um homólogo funcional da proteína Prp8 de levedura de fissão envolvida na progressão do ciclo celular. Este gene é mapeado para a região do MHC no cromossomo 6p21.3, uma região onde muitos genes de doenças malignas, genéticas e auto-imunes estão ligados.